# Domantivka, Skvîra
Domantivka (în ucraineană Домантівка) este localitatea de reședință a comunei Domantivka din raionul Skvîra, regiunea Kiev, Ucraina.

## Demografie
Componența lingvistică a localității Domantivka
     Ucraineană (99,25%)
     Alte limbi (0,75%)
Conform recensământului din 2001, majoritatea populației localității Domantivka era vorbitoare de ucraineană (99,25%), existând în minoritate și vorbitori de alte limbi.